# 自画像 (リーフェンス)
『自画像』（じがぞう、蘭: Zelfportret、英: Self-Portrait）は、17世紀オランダ絵画黄金時代の画家ヤン・リーフェンスがオーク板上に油彩で制作した絵画である。レイデンで1629-1630年ごろに仕上げた。現在、個人蔵となっているが、2008-2009年の間はワシントンD.Cで展示されたほか、2017-2019年にはレイデン・コレクションとともに世界中で展示された。

## 展示歴
最初、本作は1957年にロンドンのアルフレッド・ブロッド (Alfred Brod) 画廊で展示された。さらに、2008年10月から2009年1月までは、ナショナル・ギャラリー (ワシントン) の「ヤン、誰 (Jan Who？)」と題された展覧会に出品された。次いで2017年から2019年まではレイデン・コレクションに貸与され、巡回した世界各地の美術館での展覧会で展示されている。

## 作品
この自画像は、リーフェンスが鑑賞者から目を背けている姿を表している。彼は、流れるような長い髪の毛と印象的な顔立ちをしている。画面上部左側から差し込む光が彼の頬骨を強調し、彼の肌を際立たせている。リーフェンスはまた、自身の口髭の細い毛も描いた。
年輪年代学調査によれば、この絵画が描かれている板は、レンブラントが1629-1630年に制作した『サムソンとデリラ』 (ベルリン絵画館) に用いられたのと同じオーク板であることが判明している。また、絵画のX線画像は、リーフェンスが何度か自身の外見を変貌させる修正を行ったことを示している。頭部に斜めにかぶっていた帽子は塗りつぶされ、頭部を前方を向いた位置に変更している。髪の毛にも変えており、左側に流れるような髪の毛の束を加えているが、それはおそらくフランドルかイギリスの宮廷の髪型を真似るためであったと思われる 。
リーフェンスの本作は2008年から2009年までナショナル・ギャラリー (ワシントン) で展示されたが、「ヤン・リーフェンス：再発見されたオランダの画家 (Jan Lievens: A Dutch Master Rediscovered)」と題された展覧会の図録で、アメリカの美術史家アーサー・K・ウィーロック・ジュニアはこの自画像を「ハンサムで自信に満ちている」と形容している。彼はまた、本作がリーフェンスの「顔立ちのみで人間の本質を喚起する能力」を明らかにしていると述べた。